# 大衛·林恩
大衛·林恩（David Anthony Lynn，1973年10月20日—）是一位英國高爾夫球運動員。他參加高爾夫歐巡賽的賽事。他在1994年贏得了希臘業餘錦標賽的冠軍，并在1995年轉為職業選手。在他的職業生涯中，他已贏得過兩個職業賽事的冠軍，其中有一個是歐巡賽的冠軍。